# ІТ Арена
ІТ Арена (англ. IT Arena) — ІТ-подія України та Східної Європи, яка об'єднує програмістів, дизайнерів, топ-менеджерів, менеджерів продукту, бізнес аналітиків, підприємців та стартаперів для обміну досвідом та обговорення нових ІТ-трендів.

## Про подію
Триденна конференція, присвячена сучасним інформаційним технологіям — IT Arena — проходить у Львові на стадіоні Арена Львів. У 2018 році серед співорганізаторів були: Lviv IT Cluster, ELEKS, Intellias, Startup Depot [Архівовано 22 жовтня 2017 у Wayback Machine.] та LITS [Архівовано 28 жовтня 2017 у Wayback Machine.].

### 2014 рік
Вперше ця ІТ-подія відбулася 2-4 жовтня 2014 року на стадіоні Арена Львів. Учасники конференції мали можливість протягом трьох днів відвідати 11 секцій-потоків, серед яких Startup, Management as fun, Value management and Business Analysis, QA, Google Development, Mobile, User Experience, IT Outsourcing, Data Science, Information Security та Game Development. Статистика події: Lviv IT Arena прийняла понад 800 учасників, на яких чекало більше 80 годин виступів, понад 90 спікерів з України та усього світу і більше 100 доповідей та майстер-класів.

### 2015 рік

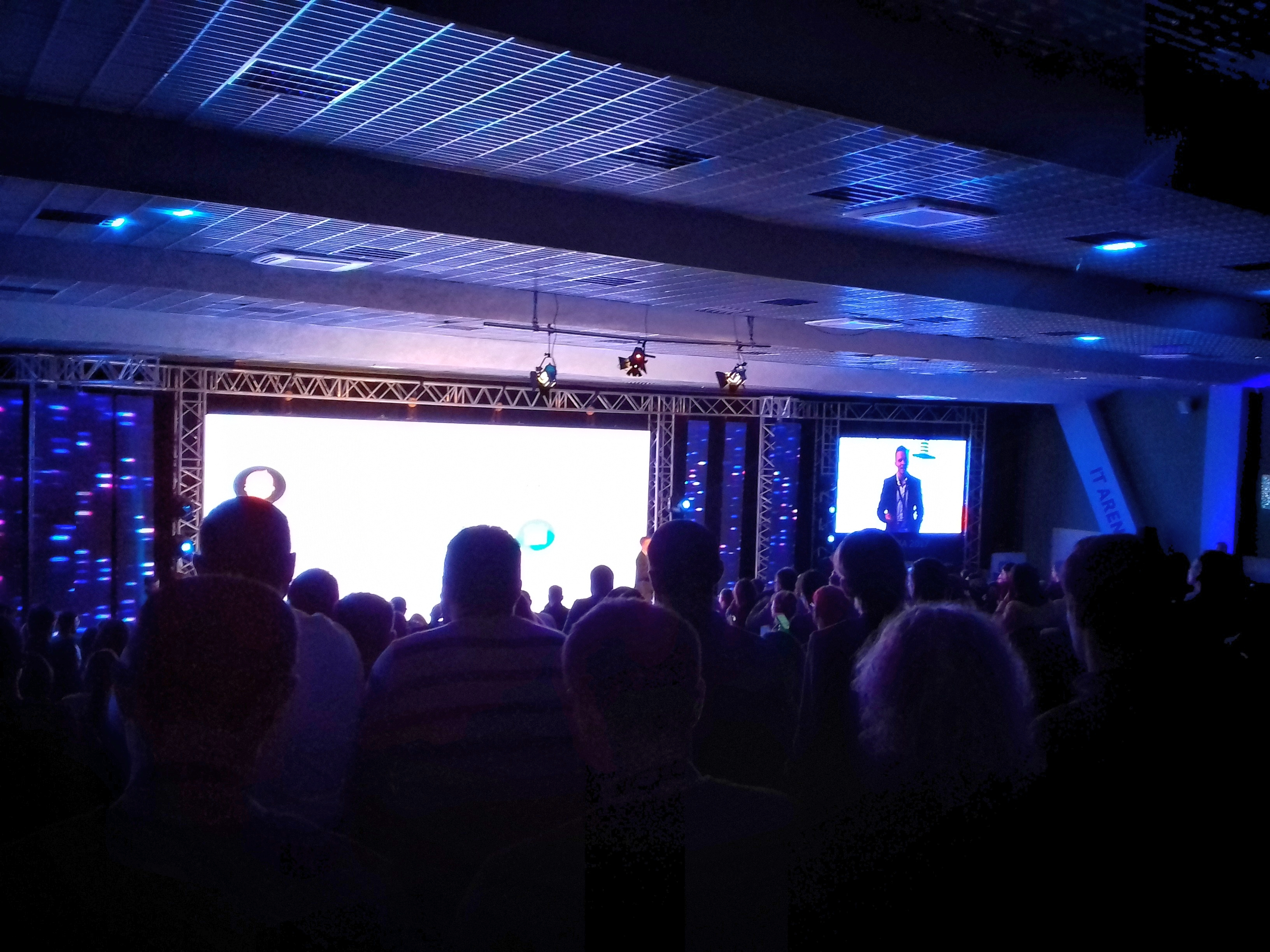
IT Conference

У 2015 році конференція Lviv IT Arena традиційно відбувалась на стадіоні Арена Львів 2-4 жовтня. Lviv IT Arena показала принципово новий рівень. Учасники приїхали зі всіх куточків України, а серед спікерів були представники провідних у світі компаній. Статистика свідчить про 1400 учасників, 100 спікерів з усього світу, доповідачів із таких компаній як Facebook, FitBit, HP, Mail.ru, Microsoft, IBM Design, а також 100 майстер класів та доповідей.

### 2016 рік
Lviv IT Arena 2016 проходила з 30 вересня по 2 жовтня. Подія складалась з трьох тематичних потоків — Product, Business та Technology, останній стрим було поділено на дві частини. Спікерами виступили представники компаній зі світовим іменем, які ділилися досвідом виключно англійською мовою. Уже традиційно у перервах між доповідями учасники відвідували Tech Expo, змаганнями стартапів, нетворкінгом та вечірками. За даними статистики цього року було 1800 учасників, 80 спікерів і 65 лекцій.

### 2017 рік
Технологічна конференція у Східній Європі з 29 вересня до 1 жовтня зібрала близько 2300 фахівців галузі. Представники деяких провідних світових компаній, інвесторів, стартапів, експертів і студенти зібралися, щоб обговорити три напрямки ІТ: бізнес, технології та продукт. Серед основних доповідачів були Martin Woolley  з Bluetooth SIG, Kerry Hallard  з Global Sourcing Association та Rachel Sibley  з Leap Motion. Найкращі 30 стартапів з понад 100, які взяли участь у форумі, представили свої продукти в рамках традиційного конкурсу. Журі визнало 11 найкращих — Senstone, GameTree, Bright Advise, BotMakers, EVE.Calls, Octogin, Cards Corp, AxDraft, CertChain, IRAengine та Docsify. Перше місце посів проект IRAengine, альтернативний ринок із застосуванням штучного інтелекту для продажів та маркетингу. Серед найцікавішого — відкриття конференції. Штучний інтелект — дівчина на ім'я Аріна — відкрив ІТ Арена. Подія зібрала 2300 учасників, 97 спікерів і 28 мітапів..

## Організатори
- Lviv IT Cluster
- ELEKS
- Startup Depot
- LITS
- Intellias

## Проєкти

### Futureland Festival

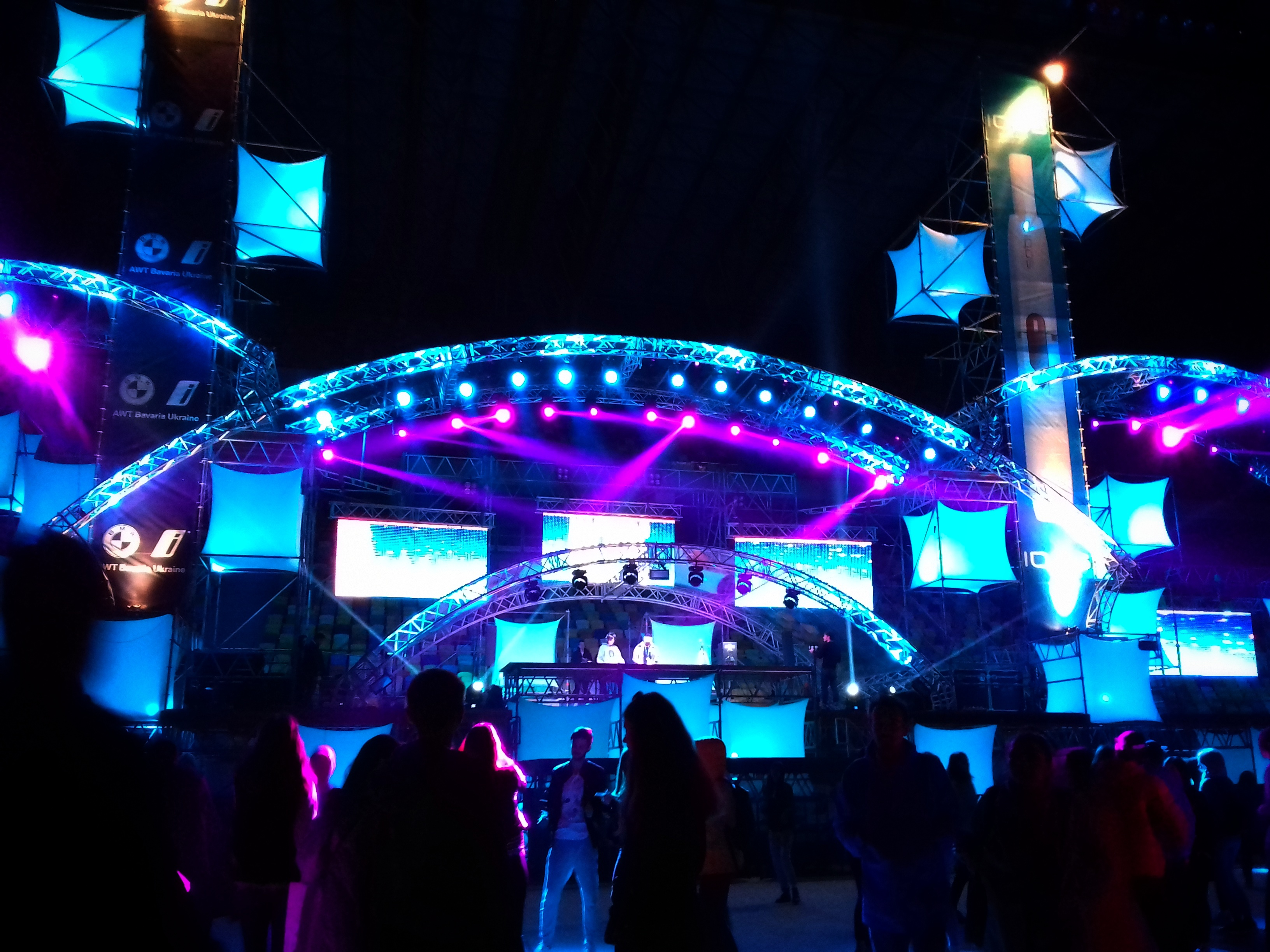
Futureland Festival

Futureland Festival  — це фестиваль електронної музики та технологій, що проходить на стадіоні «Арена Львів» та є частиною IT Arena. Відомі світові та українські ді-джеї виступають перед декількатисячною аудиторією. Під композиції відвідувачі можуть не тільки потанцювати, а й подивитися на виставку найсучасніших українських технологій.

### Tech Expo
Під час трьох днів ІТ Арени традиційно відбувається велика виставка новітніх технологічних досягнень Tech Expo. Близько сотні учасників презентуватимуть свої розробки, пристрої, мобільні додатки, роботи, дрони, «розумні прилади», які були створені в Україні.

### Startup Competition
Startup Competition  — конкурс стартапів, який відбувається в рамках конференції.
До участі запрошуються стартапи, які були засновані не давніше, ніж 2 роки тому і мають, принаймні, демо-версію свого продукту.

### Meetups
Після двох днів доповідей від представників світових компаній проходить день мітапів  та воркшопів, коли учасники переміщуються зі стадіону «Арена Львів» до центру міста. Мітапи, як і доповіді на конференції, поділені на теми: technology, business та product.